# John Jeansson
John Jeansson, född 21 augusti 1865 i Kalmar stadsförsamling, död där 23 december 1953, var en svensk affärsman, vicekonsul och riksdagspolitiker. Han var son till affärsmannen och riksdagsmannen Johan Jeansson och bror till affärsmannen Theodor Jeansson.
John Jeansson blev efter studier i Tyskland, Storbritannien och Frankrike 1889 disponent för Kalmar ångkvarns AB. Han var Storbritanniens vicekonsul i Kalmar 1899-1947. Mellan åren 1906 och 1917 var han ledamot av riksdagens andra kammare och han invaldes därefter i första kammaren, där han var ledamot 1918–1927. Åren 1910–1917 var Jeansson ledamot av Bevillningsutskottet. Han är begravd på Södra kyrkogården i Kalmar.